# Comayagua
Comayagua es un municipio y una ciudad de la República de Honduras, cabecera del departamento de Comayagua. Antigua capital del país y actual capital del departamento homónimo emplazada en el valle también de su mismo nombre, situada en la región central de Honduras. 
Fundada en 1537 por el capitán general español Alonso de Cáceres bajo el nombre de "Villa de Santa María de la Nueva Valladolid de Comayagua", la ciudad ha sido un importante centro religioso y político de Honduras y Centroamérica. Durante la época colonial española, Comayagua fue capital de la intendencia de Comayagua y luego de la provincia de Comayagua. Después de la independencia de Honduras, fue capital del estado desde 1825 hasta 1880 cuando el presidente Marco Aurelio Soto trasladó la capital del país a la ciudad de Tegucigalpa. 
El pasado colonial de la ciudad durante la época de Nueva España es evidente en varias de sus iglesias antiguas, la impresionante Catedral de la Inmaculada Concepción, plazas coloniales, museos, así como arquitectura civil republicana acorde a su devenir histórico. Debido a este patrimonio, Comayagua se considera una de las maravillas de Honduras y se ha convertido en una destino nacional e internacional para el turismo. Durante la temporada de Semana Santa, en particular, la ciudad se convierte en la capital del turismo religioso de Honduras.
Desde mediados del siglo XX, la ciudad ha experimentado un crecimiento acelerado que llevó a las autoridades municipales a estructurar un plan de re-ordenamiento territorial. Entre los años de 1945-1975 la población de la ciudad se cuadruplicó debido a la alta tasa de crecimiento poblacional alcanzada en dicha época (el 4.8%) y debido a los movimientos migratorios del interior del país.

## Etimología
Comayagua es conocida hoy como "La Antañona" por los hondureños. La llaman así porque además de ser una de las ciudades más antiguas de Honduras, aún mantiene gran parte de sus edificaciones con valor arquitectónico de la época colonial. Su centro histórico “es el más restaurado y conservado a nivel nacional”.
Los nombres complementarios «Valladolid» o «País de las Higueras» fueron los que le dieron los españoles, pero mantuvo el nombre original del lugar, que es puramente indígena. Difieren algunos en su etimología pero la mayoría coincide en que es compuesto de «Coma» (que en dialecto lenca significa páramo) y de «agua» siendo su verdadera acepción «Páramo abundante de agua».

## Geografía

### Límites municipales
La ciudad de Comayagua cuenta con una extensión territorial de 834.2 km² emplazada en el valle de Comayagua, situado en la región central de Honduras. Su coordenada de 87° 39′ 11″ de longitud oeste y 14° 27′ 14″ de latitud norte del río Humuya.
| Orientación | Límite                                       |
| ----------- | -------------------------------------------- |
| Norte       | Municipio de El Rosario, Comayagua           |
| Norte       | Municipio de San Jerónimo, Comayagua         |
| Norte       | Municipio de Esquías, Comayagua              |
| Norte       | Municipio de Siguatepeque, Comayagua         |
| Sur         | Municipio de Villa de San Antonio, Comayagua |
| Este        | Municipio de Cedros, Francisco Morazán       |
| Oeste       | Municipio de Ajuterique, Comayagua           |
| Oeste       | Municipio de Lejamaní, Comayagua             |
| Oeste       | Departamento de La Paz                       |

### Relieve
Un sistema montañoso circunda el valle en el que se encuentra la ciudad de Comayagua; donde las principales montañas son: Montañas de Montecillos, están al oeste de La Paz. Las montañas de Comayagua al oriente del departamento que se unen con las montañas de Esquías, extendiéndose hasta Minas de Oro. Por el sur están los ramales de Lepaterique, Mulacagua y Pototerique.

## Historia

### Época precolombina

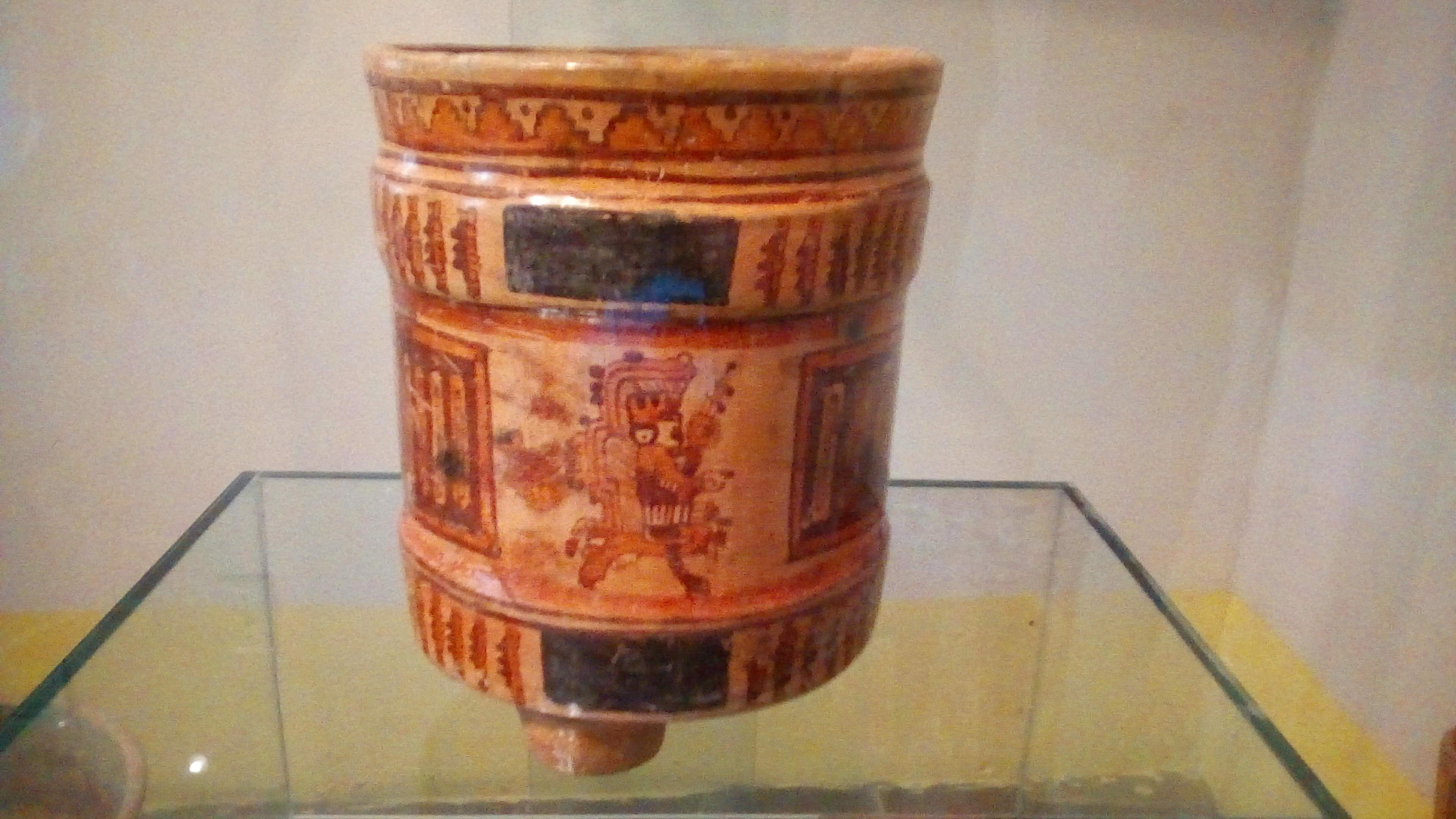
Vasija Lenca del expuesta en el Museo de arqueología.

Durante la época precolombina, el valle en el que se encuentra la ciudad fue poblado por el pueblo lenca, una cultura nativa mesoamericana que aún prevalece en Honduras. Restos arqueológicos como Yarumela muestran que estos nativos han poblado el valle desde aproximadamente el 1000 a. C.
La topografía plana y el clima subtropical ayudaron a los nativos a prosperar y construyeron sus propias sociedades y pueblos, la mayor parte de sus actividades económicas consistían en el control de las rutas comerciales que conectaban el mar Caribe con el Océano Pacífico. Gracias al control de estas rutas llegaban tanto productos provenientes del Valle de México como del área caribeña y Andina. Durante la colonización del continente americano los conquistadores españoles fundaron un rico valle con diferentes pueblos lencas, la mayoría de ellos bien organizados y con una alta estratificación social. estos indígenas fueron los que dieron una bien hecha resistencia durante la conquista de Honduras.

### Fundación
Comayagua fue fundada en 1537 por el capitán Alonso de Cáceres en cumplimiento de instrucciones «de encontrar una situación aparente para formar una ciudad en el medio de los dos océanos» de orden del adelantado Francisco de Montejo, primer gobernador de Hibueras como primeramente se conocía a Honduras. La ciudad en un principio se llamó «Santa María de la Concepción de Comayagua».

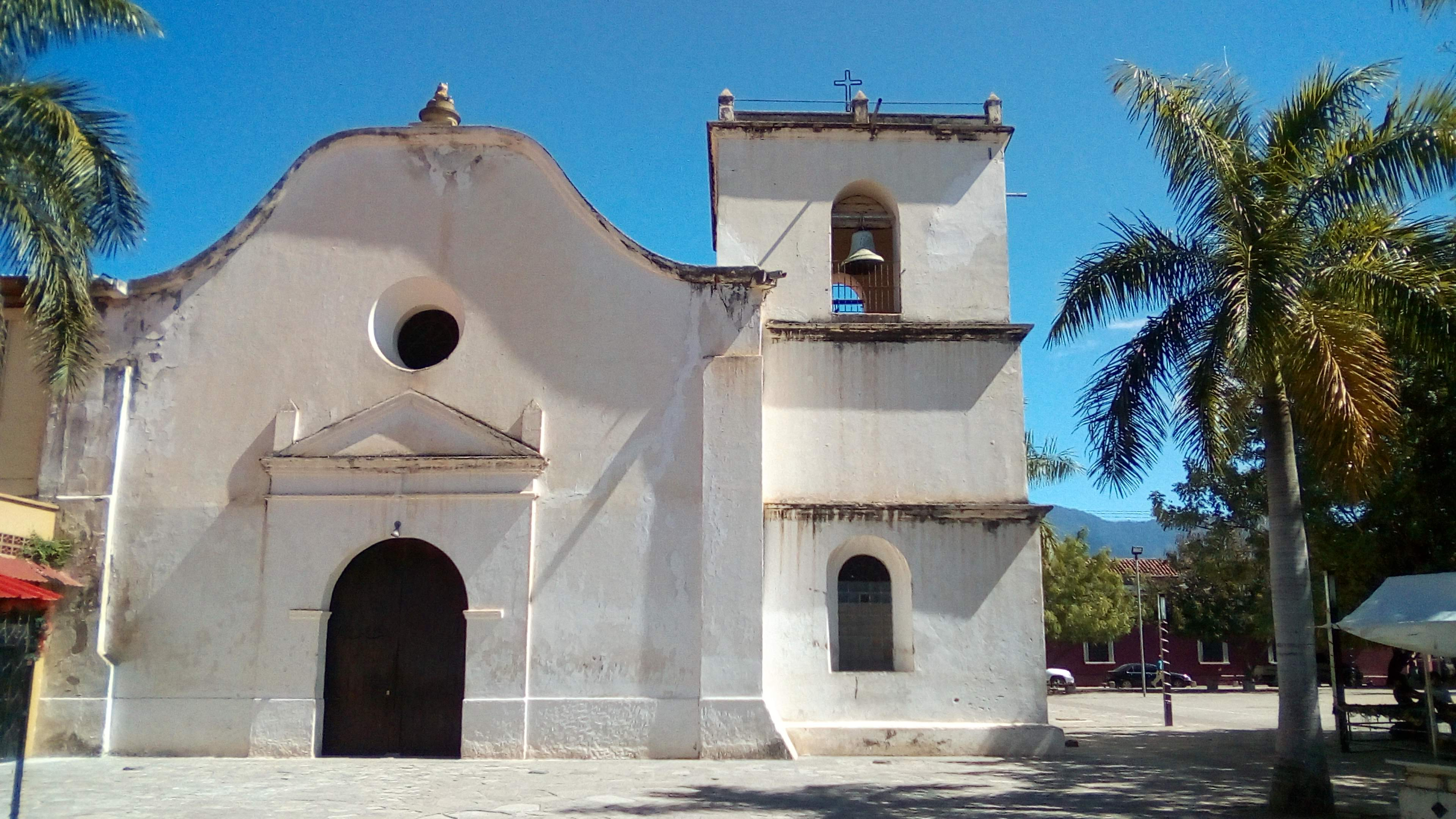
La Iglesia de San Francisco fue construida en 1560, es la segunda iglesia más antigua de Comayagua y una de las más antiguas del país.

El 20 de noviembre de 1542, el rey Felipe II de España ordenó que la Real Audiencia de los Confines residiera en Santiago de los Caballeros de Guatemala, pero el Consejo de Indias mandó el 13 de septiembre de 1543 que instalara su sede en la villa de la Concepción de Comayagua. En la misma provisión se le da el nombre de «Villa de la Nueva Valladolid de Comayagua» en honor a Valladolid de España, en donde al momento de firmar la carta de fundación de la audiencia, residía la Corte.
Finalmente la asignación como sede de la audiencia no se hizo efectiva y se la trasladó a la villa de Gracias a Dios, el 16 de mayo de 1544. El 20 de diciembre de 1557, el rey Felipe II le otorga el título de ciudad, durante esa época, la ciudad ya contaba con un convento de mercedarios fundado por fray Jerónimo Clemente en el año de 1553 y una iglesia de cantería construida en 1551 a un costo de 15.000 pesos oro.
En 1558 se eligieron los primeros capitulares. En 1561 se trasladó a ella la silla episcopal que residía en Trujillo, debido a sus condiciones más favorables, su ubicación en el centro del país y su proximidad a las regiones mineras de oro y plata. En 1585 se construyó la primera catedral; y la que ahora existe (Inmaculada Concepción) se comenzó en 1634, y se concluyó en 1715.

### Comayagua virreinal

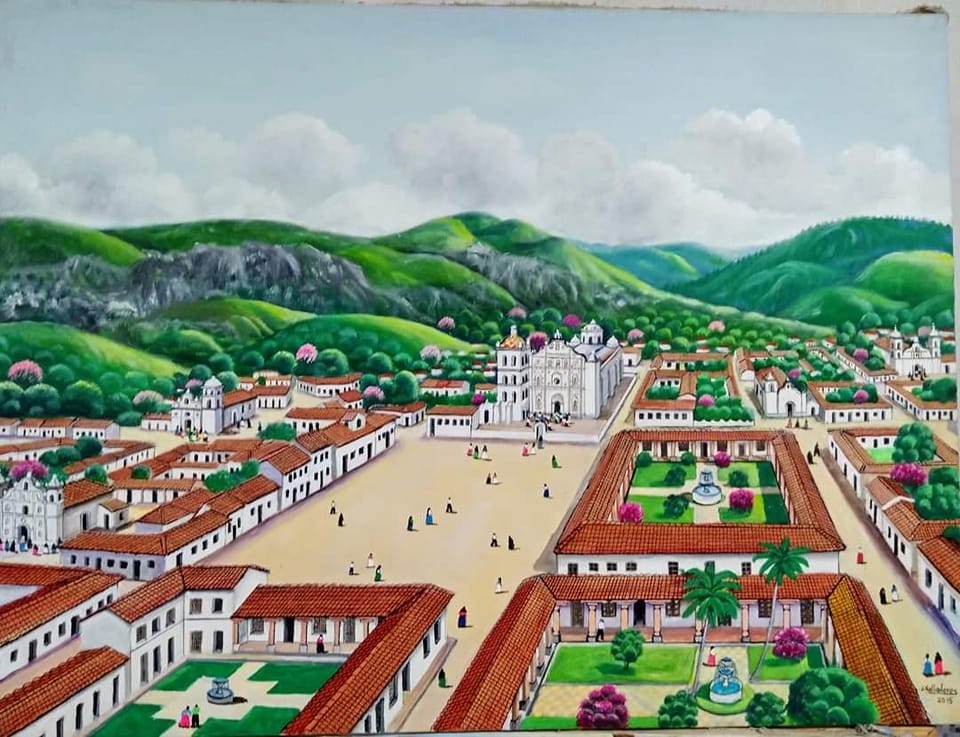
Pintura que representa a Comayagua en el, con varios edificios hoy ya desaparecidos, lo que demuestra la gran importancia de esta ciudad en el periodo colonial.

Comayagua se mantuvo como capital de Honduras durante todo el período virreinal. Tegucigalpa comienza a disputarle esa posición a mediados del siglo XVII, en la medida que se fue desarrollando como centro minero. En reconocimiento a su creciente importancia recibió el título de villa en 1768.
Sin embargo, el desarrollo de Tegucigalpa fue ignorado cuando en 1788: "Comayagua se convirtió en Intendencia y absorbió políticamente a Tegucigalpa que se convirtió en sub-delegación"..."Aun así, el nombramiento fue hecho desde Comayagua, lo que causó una revuelta en Tegucigalpa, atizando la rivalidad existente entre las dos ciudades más importantes de la provincia."

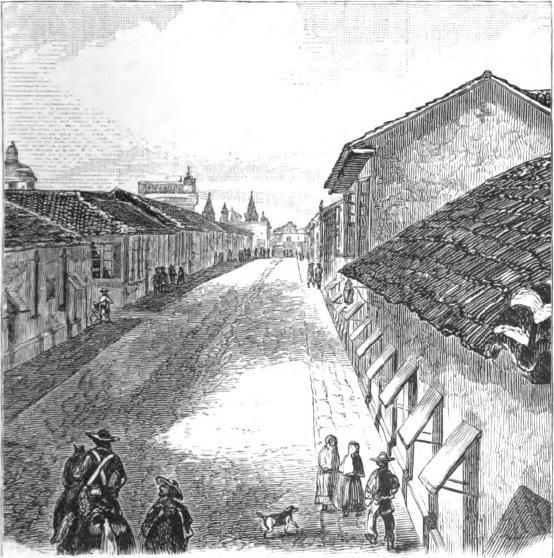
Litografía de la ciudad de Santa María de la Nueva Valladolid de Comayagua. Durante la época colonial española fue una de las urbes más importantes en Centroamérica, siendo capital de la intendencia de Comayagua y luego de la provincia de Comayagua en el.

Unos resentidos tegucigalpenses pocos años después, se quejaban de que estas decisiones habían resultado en la decadencia económica del área, "alegaban que los nuevos intendentes no estaban interesados en el desarrollo de la minería y que establecieron un impuesto local sobre los productos agrícolas como el añil, azúcar, y ganado, lo cual solamente beneficiaba a Comayagua." A raíz de las quejas presentadas por los residentes de Tegucigalpa y por recomendación de José Cecilio del Valle, asesor del presidente de la audiencia de Guatemala, la Alcaldía Mayor fue re-creada en 1812." "
El establecimiento de la intendencia en Comayagua no solo retrasó el crecimiento de Tegucigalpa, sino que no pudo contener la continua decadencia de Comayagua. Pasó a ser de la capital de la provincia, a un pueblo adormecido que, para principios del siglo XIX, tenía únicamente unos pocos españoles reducidos a vivir de la caridad... Además, la ciudad se había ganado la reputación de ser insalubre y mal aprovisionada."
"La razón que se daba de la decadencia de la ciudad era el decrecimiento de la agricultura y comercio, lo que con frecuencia era atribuido a la holgazanería de los indígenas. En 1802 las dos parroquias de la ciudad tenían una población conjunta de 5,369". Por todas estas razones se propuso que la capital se trasladara a Tegucigalpa. A pesar de estas proposiciones, la capital permaneció en Comayagua a lo largo del período colonial.

### Época de la independencia

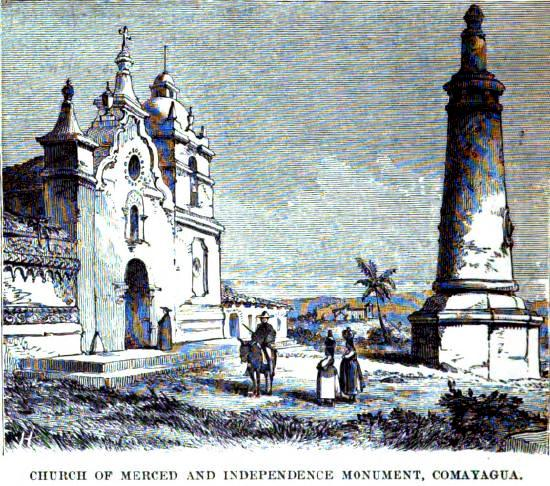
El Monumento a la Constitución de 1812 conmemora la subida al trono del rey Fernando VII de España en 1812 y la Constitución de 1812 promulgada luego en ese mismo año en Cádiz, España. Este monumento fue la última construcción colonial en Comayagua y marca el inicio de la transición al republicanismo.

Durante la época cercana a la independencia se dieron varios movimientos pro-independentistas por toda Centroamérica. En Honduras estos movimientos se llevaron a cabo en Tegucigalpa. Nombres como Miguel Bustamante, Matías Zúñiga, Simón Gutiérrez, Pablo Borjas, Andrés Lozano, Diego Vijil, Dionisio de Herrera, y Francisco Morazán etc. aparecen en la lista de personas relacionadas con el movimiento pro-independencia. "Aquellos patriotas tegucigalpenses fueron considerados por la autoridad de Comayagua como conspiradores," tratando de "fomentar desde Tegucigalpa las ideas contrarias al régimen colonial."
Las autoridades de Comayagua quisieron apagar las revueltas pro-independentistas, pero el régimen colonial ya había muerto. El 21 de septiembre de 1821, Centroamérica proclama su independencia de España. Comayagua recibió los pliegos a tempranas horas de la mañana del 28 de septiembre y la gobernación con los miembros del cabildo se enteraron de la decisión, aceptando la Independencia.
El 28 de noviembre de 1821, llegó a Guatemala una nota del general Agustín de Iturbide sugiriendo que Centroamérica, y el Virreinato de México, formaran un gran imperio bajo el Plan de Iguala y los Tratados de Córdoba. La cuestión de la anexión a México provocó divisiones al interior de cada una de las provincias dado que unas ciudades estaban a favor de esta y otras en contra. 
En Comayagua, Honduras –a través de su gobernador José Tinoco de Contreras– se pronunció a favor de la anexión; pero Tegucigalpa, la segunda ciudad más importante de la provincia se opuso a la idea de la misma.  Al final, triunfó la propuesta anexionista de Iturbide y el 22 de agosto de 1822 Centroamérica se unió a México. La anexión al Imperio Mexicano de Agustín de Iturbide duró poco, porque este abdicó el 19 de marzo de 1823, y el 1 de julio de ese mismo año, Centroamérica proclamó su independencia definitiva. Comayagua y Honduras pasaron a formar parte de las Provincias Unidas del Centro de América.

### Quema de la ciudad

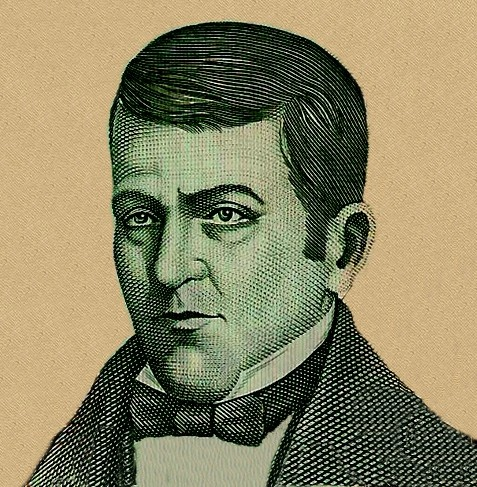
Dionisio de Herrera, primer jefe de Estado de Honduras

Luego de que Honduras pasó a formar parte de las Provincias Unidas de Centroamérica, Comayagua continuó siendo su capital. En 1824, Honduras eligió a Dionisio de Herrera como su primer jefe de Estado. Pronto se levantó contra él la reacción, al frente de la cual se puso el vicario, José Nicolás Irías Midence, contando con el apoyo del presidente de la República, General don Manuel José Arce, quien, habiendo entrado ya en el camino de la arbitrariedad, veía en Herrera un obstáculo serio al desarrollo de sus planes."
"Irías, fomentó cuanto pudo la anarquía y finalmente provocó la invasión de Honduras. El presidente Arce, con el pretexto de custodiar los tabacos pertenecientes a la Federación, almacenados en la Villa de Santa Rosa, envió sus fuerzas federales al mando del Coronel Justo Milla, con el propósito de derrocar a Dionisio de Herrera."

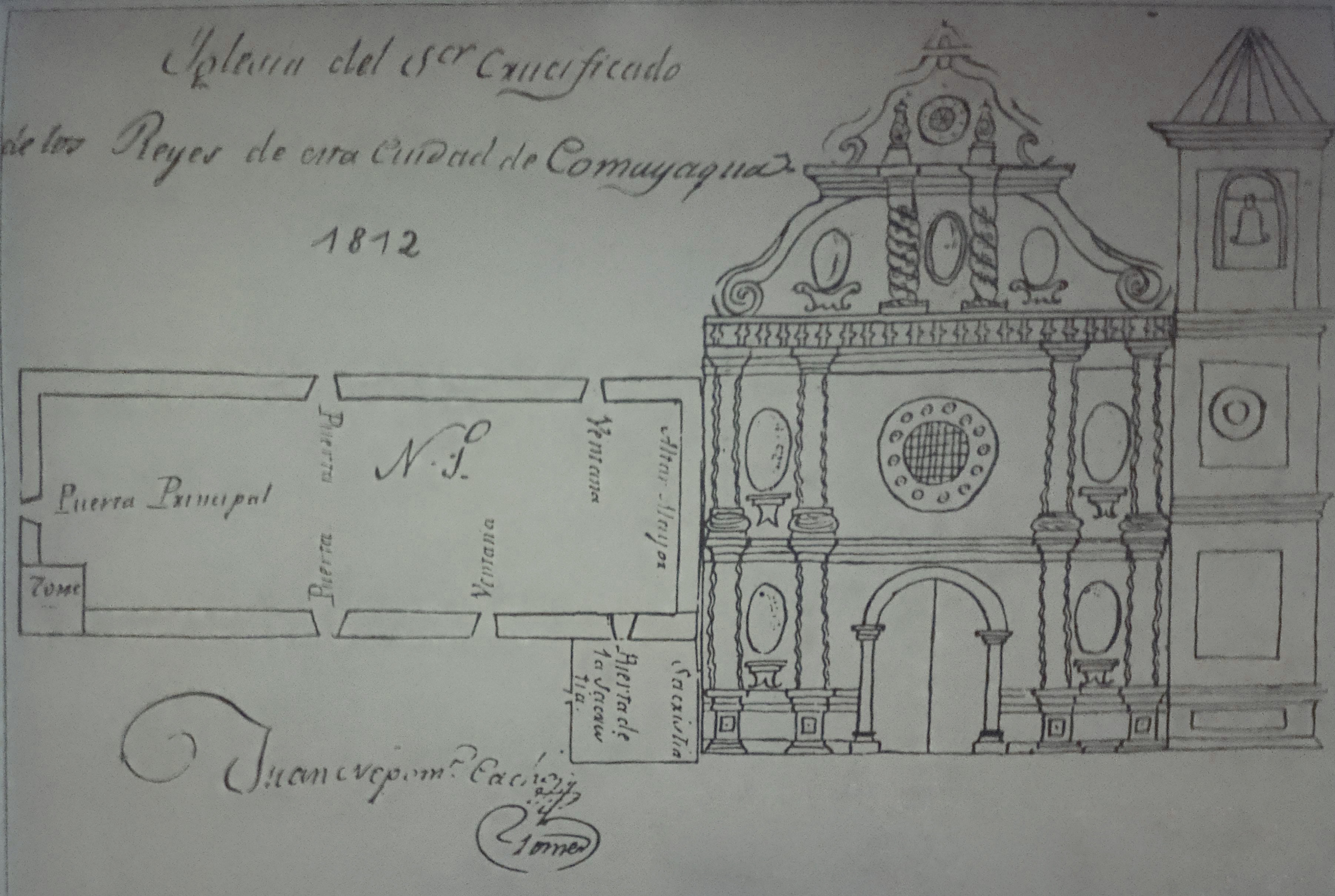
Planos de Iglesia de nuestro señor de los Reyes, aunque el templo ya había sido dañado años antes por el terremoto de 1808, sería demolida en 1830 junto con varios edificios dañados por la invasión a de Justo Milla para deshacerse de aquella infraestructura que la alcaldía veía como ruinosa y que podría significar un peligro para los ciudadanos.

"Sin más contratiempo las tropas de Milla llegaron a Comayagua y le pusieron sitio. Sucedió esto el 4 de abril de 1827. Comayagua fue incendiada y saqueada en gran parte, y aunque las fuerzas con que se defendía eran inferiores en número a las del invasor, hubieran triunfado de éstas si su Comandante, el coronel Antonio Fernández, español, no hubiera traicionado al señor Herrera, poniéndolo preso y entendiéndose con el coronel Milla, con quien ajustó una capitulación el 9 de mayo, en virtud de la cual le entregó la plaza y la persona del Jefe."
"El señor Herrera fue conducido a Guatemala, en donde debió habérsele sometido a la Asamblea para que declarara si su conducta daba ó no lugar á formación de causa. Pero como no se le acusaba de arbitrariedades, y el Presidente Arce, al hacerle la guerra, no tenía mis mira que la de separarlo del Gobierno de Honduras para organizarlo conforme a sus intereses, lo que estaba ya conseguido, el Presidente de la República no se preocupó de aquello, y retuvo al prisionero en su propia casa de habitación". en Guatemala.
Justo Milla tomó el mando de la provincia de Honduras temporalmente; porque el 11 de noviembre de 1827, este fue derrotado por las fuerzas del general Francisco Morazán en la batalla de La Trinidad. Posteriormente, Morazán marchó a Comayagua donde tomó el mando del estado de Honduras de manos de Miguel Eusebio Bustamante. En junio de 1828, Morazán le entregó el mando a Diego Vigil.

### Traslado de la capital

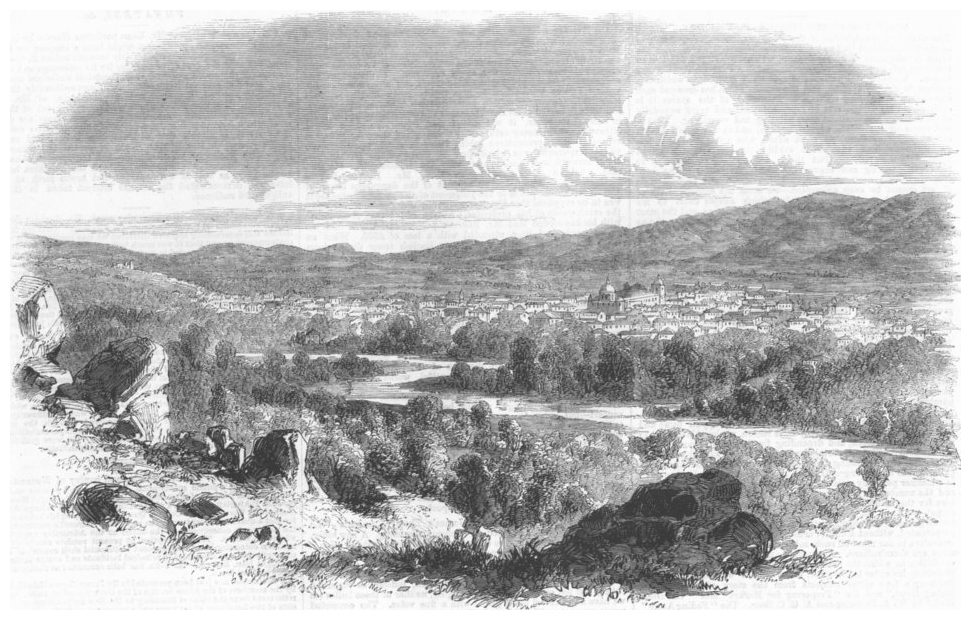
Vista a la ciudad en 1859.

La relación entre la Comayagua y Tegucigalpa había sido considerablemente amarga, los libros describen la situación de esta manera:

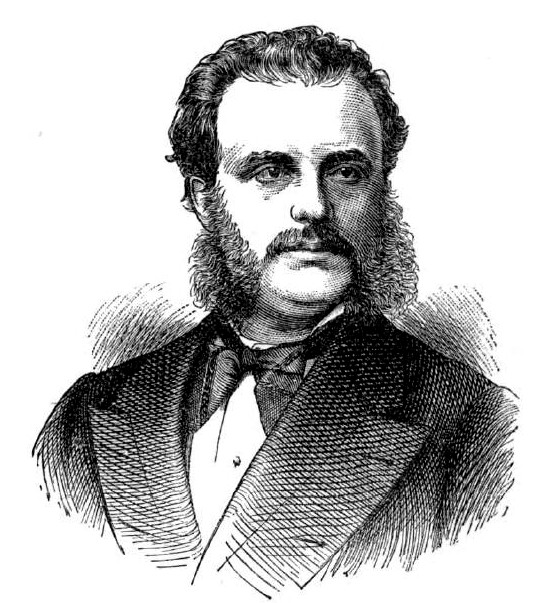
Presidente, Marco Aurelio Soto

«Aquella rivalidad entre la Comayagua radical y la Tegucigalpa liberal se acentuó cada día más y fue notoria en la época de la independencia y en la consolidación del Estado a partir de 1825, cuando se emitió la primera Constitución. Comenzaron entonces las ideas de la alternación de la capital en forma anual como un planteamiento político surgido en el mineral de Cedros, intención que solo quedó en eso.»
En junio de 1849 siendo presidente de Honduras el doctor Juan Lindo de la Asamblea Constituyente presidida por don Felipe Jáuregui emitió un decreto trasladando la capital a Tegucigalpa, pero no se ejecutó por inconsistencias jurídicas y Comayagua siguió siendo la sede de los poderes del Estado.

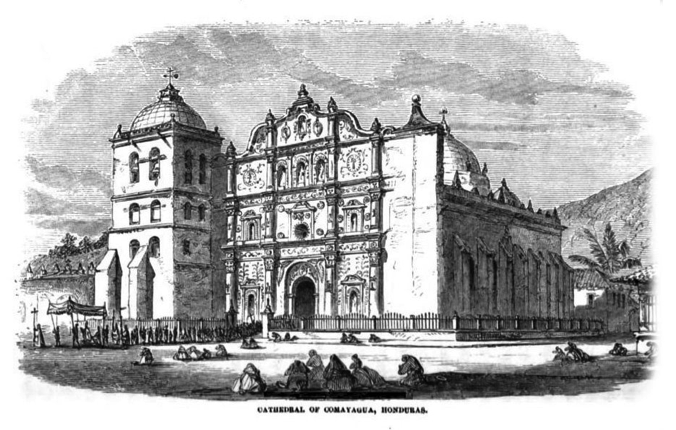
Grabado de la Catedral finales del, tiempo antes del traslado a la capital.

A través del siglo XVIII, Tegucigalpa le fue sacando ventaja a Comayagua; se levantaron allí varios edificios de instituciones importantes como "la Academia Literaria, génesis de la actual Universidad Nacional Autónoma de Honduras." Finalmente, el 30 de octubre de 1880, el presidente Marco Aurelio Soto tomo la "decisión de trasladar para siempre la capital de Honduras de Comayagua a Tegucigalpa. El doctor Marco Aurelio Soto Martínez, por razones económicas o sociales, levantó bártulos y se trasladó a su ciudad natal terminando así con aquel antagonismo" entre las dos ciudades.
Luego del traslado de la capital a Tegucigalpa, la población, el comercio y la importancia de Comayagua se redujo notablemente. A principios del siglo XIX, sus estrechas e irregulares calles estaban mal pavimentadas. Asimismo, los edificios públicos se encontraban en mal estado. Sin embargo, esta ciudad continuó siendo la sede de la diócesis de Honduras.

## Demografía
Comayagua tiene una población actual de 172 069 habitantes. De la población total, el 47,2% son hombres y el 48,4% son mujeres. Casi el 68,4% de la población vive en la zona urbana.

### Dinámica de la población
Esta población coloca a Comayagua entre las ciudades más pobladas del país, junto a Tegucigalpa, San Pedro Sula, Choloma y La Ceiba.
El crecimiento acelerado que experimenta la ciudad de Comayagua llevó a las autoridades municipales a decidir estructurar un plan de re-ordenamiento territorial. Comayagua es considerada una de los municipios del departamento de Comayagua que presenta las mejores condiciones de desarrollo económico. Esta situación podría generar problemas en el futuro si no se regulan las zonas de inversión, es decir, si no se categoriza de manera ordenada cada una de las áreas productivas, sea a nivel de bienes y servicios, agricultura o de vivienda.

## División política
- Aldeas: 41 (2013)
- Caseríos: 275 (2013)

| Código | Aldea                  | Código administrativo | Aldea                      |
| ------ | ---------------------- | --------------------- | -------------------------- |
| 030101 | Comayagua              | 030122                | La Palma                   |
| 030102 | Agua Salada            | 030123                | La Sampedrana              |
| 030103 | Cacahuapa              | 030124                | Las Anonas                 |
| 030104 | Cantoral               | 030125                | Las Liconas                |
| 030105 | El Ciruelo             | 030126                | Las Mesas                  |
| 030106 | El Guachipilín         | 030127                | Lomas del Cordero          |
| 030107 | El Horno               | 030128                | Los Planes                 |
| 030108 | El Paraíso             | 030129                | Motagua del Roblito        |
| 030109 | El Plan de la Rosa     | 030130                | Nueva Valladolid de Capiro |
| 030110 | El Portillo de la Mora | 030131                | Palo Pintado               |
| 030111 | El Resumidero          | 030132                | Piedras Azules             |
| 030112 | El Sauce               | 030133                | Planes de Churune          |
| 030113 | El Sitio               | 030134                | Río Blanco o San José      |
| 030114 | El Taladro             | 030135                | San Antonio de Cañas       |
| 030115 | El Volcán              | 030136                | San Antonio de la Libertad |
| 030116 | Guacamaya              | 030137                | San José de Pane           |
| 030117 | La Cooperativa         | 030138                | San Miguel de Selguapa     |
| 030118 | La Escalera            | 030139                | Valle de Ángeles           |
| 030119 | La Flor Agua Salada    | 030140                | Veracruz                   |
| 030120 | La Jagáita             |                       |                            |
| 030121 | La Laguna              |                       |                            |

| 1. Col. Fuerzas Armadas         | 17. Bo. La Caridad         | 33. TR. Las Canoas         | 49. Col. 21 de abril           |  |
| 2. Col. INCEHSA                 | 18. Bo. La Joya            | 34. Bo. La Independencia   | 50. Col. 10 de Mayo            |  |
| 3. Bo. La Zarcita               | 19. Col. San Francisco     | 35. Col. SITRAMEDYS        | 51. Col. Mejía Fiallos         |  |
| 4. Bo. San José                 | 20. Bo.San Francisco       | 36. Bo. San Pablo          | 52. Residencial Mira Valle     |  |
| 5. Bo. San Juan                 | 21. Bo. Los Lirios         | 37. Col. Fiallos           | 53. Col. Nueva Esperanza       |  |
| 6. Col. Los Almendros           | 22. Bo. Torondón           | 38. Col. Escoto            | 54. Col. Piedras Bonitas Norte |  |
| 7. Col. Concepción              | 23. Col. Arriba            | 39. Col. Nueva Valladolid  | 55. Col. Piedras Bonitas       |  |
| 8. Col. Milagro de Dios         | 24. Bo. INVA               | 40. Col. Brisas del Valle  | 56. Col. Los Jazmines          |  |
| 9. Bo. San Antonio de la Sabana | 25. Bo. San Blas           | 41. Col. El Sauce          | 57. Bo. San Ramón              |  |
| 10. Col. Boquín                 | 26. Bo. San Sebastián      | 42. Aserradero Santa María | 58. Bo. Santa Lucía            |  |
| 11. Col. Lomas del Río          | 27. Bo. Lourdes            | 43. Col. San Miguel 2      | 59. Brisas de Altamira         |  |
| 12. TR. San Martín-Río Humuya   | 28. Bo. Cabañas            | 44. Col. San Miguel 1      | 60. Col. Brisas de Suyapa      |  |
| 13. Col. San Martín             | 29. Col. Brisas del Humuya | 45. Col. San Rafael        | 61. Bo. Suyapa                 |  |
| 14. Bo. Abajo                   | 30. Col. Centenario        | 46. Col. 1.º de Mayo       | 62. Col. Francisco Morazán     |  |
| 15. Col. Mejores Alimentos      | 31. Col. Mazzarela         | 47. Col. 2 de Mayo         |                                |  |
| 16. Col. San Carlos             | 32. Col. Mejicapa          | 48. Col. Nueva Comayagua   |                                |  |

## Clima

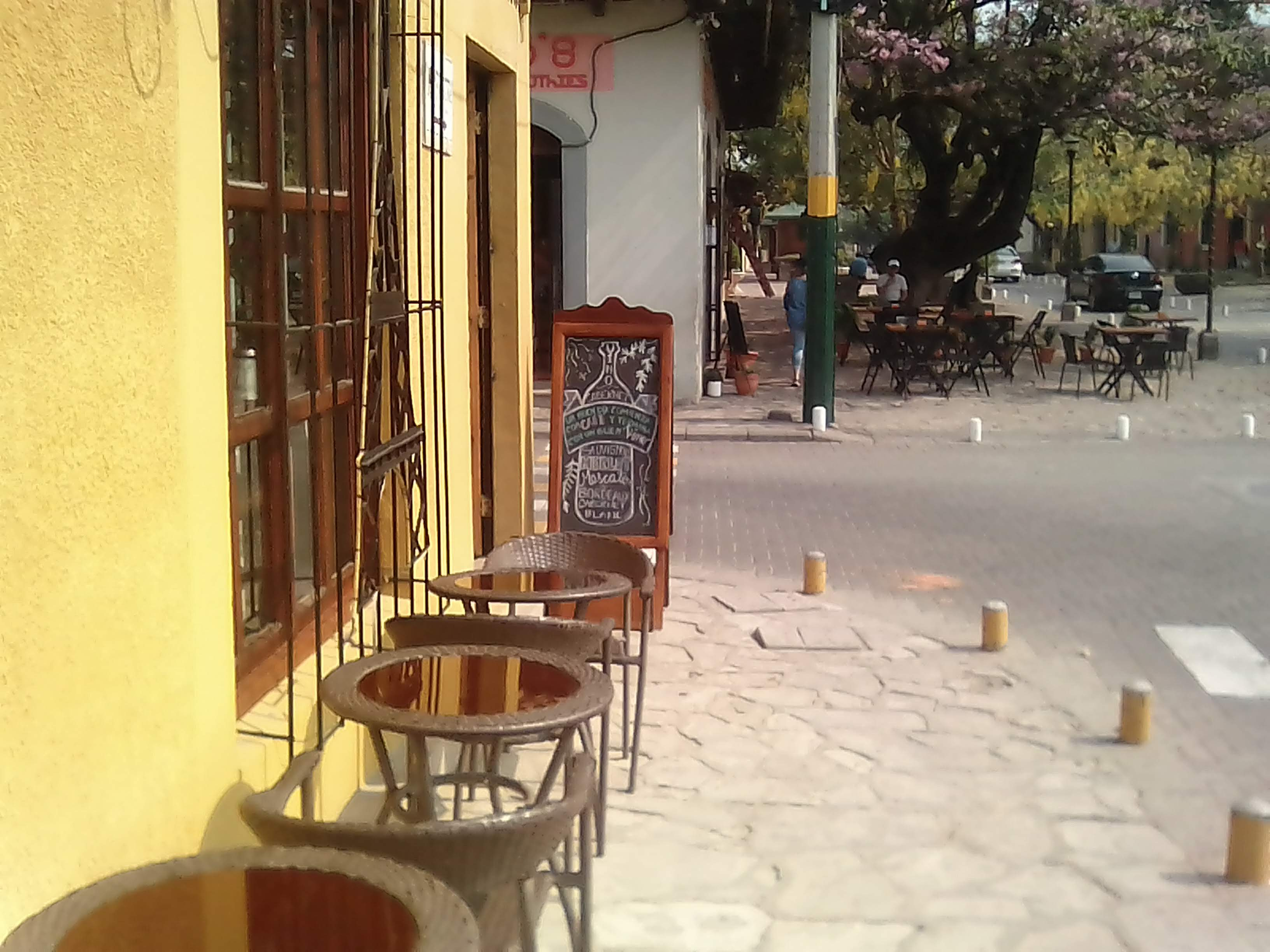
Calle la Alameda durante el verano.

Esta situación geográfica le permite a Comayagua estar en el rango de clima tropical de sabana (clasificación climática de Köppen: Aw), aunque la temperatura media mensual del mes más caliente es mayor de los 20 °C y del mes más frío de los 18 °C.
| Parámetros climáticos promedio de Comayagua, Honduras (1961-1990) | Parámetros climáticos promedio de Comayagua, Honduras (1961-1990) | Parámetros climáticos promedio de Comayagua, Honduras (1961-1990) | Parámetros climáticos promedio de Comayagua, Honduras (1961-1990) | Parámetros climáticos promedio de Comayagua, Honduras (1961-1990) | Parámetros climáticos promedio de Comayagua, Honduras (1961-1990) | Parámetros climáticos promedio de Comayagua, Honduras (1961-1990) | Parámetros climáticos promedio de Comayagua, Honduras (1961-1990) | Parámetros climáticos promedio de Comayagua, Honduras (1961-1990) | Parámetros climáticos promedio de Comayagua, Honduras (1961-1990) | Parámetros climáticos promedio de Comayagua, Honduras (1961-1990) | Parámetros climáticos promedio de Comayagua, Honduras (1961-1990) | Parámetros climáticos promedio de Comayagua, Honduras (1961-1990) | Parámetros climáticos promedio de Comayagua, Honduras (1961-1990) |
| Mes                                                               | Ene.                                                              | Feb.                                                              | Mar.                                                              | Abr.                                                              | May.                                                              | Jun.                                                              | Jul.                                                              | Ago.                                                              | Sep.                                                              | Oct.                                                              | Nov.                                                              | Dic.                                                              | Anual                                                             |
| ----------------------------------------------------------------- | ----------------------------------------------------------------- | ----------------------------------------------------------------- | ----------------------------------------------------------------- | ----------------------------------------------------------------- | ----------------------------------------------------------------- | ----------------------------------------------------------------- | ----------------------------------------------------------------- | ----------------------------------------------------------------- | ----------------------------------------------------------------- | ----------------------------------------------------------------- | ----------------------------------------------------------------- | ----------------------------------------------------------------- | ----------------------------------------------------------------- |
| Temp. máx. abs. (°C)                                              | 29.6                                                              | 28.7                                                              | 33.1                                                              | 35.9                                                              | 35.9                                                              | 36.2                                                              | 36.9                                                              | 36.4                                                              | 33.0                                                              | 32.0                                                              | 31.0                                                              | 28.1                                                              | 38.1                                                              |
| Temp. máx. media (°C)                                             | 27.1                                                              | 27.7                                                              | 30.2                                                              | 32.2                                                              | 33.1                                                              | 33.1                                                              | 33.7                                                              | 33.0                                                              | 31.5                                                              | 29.6                                                              | 28.4                                                              | 27.8                                                              | 30.6                                                              |
| Temp. media (°C)                                                  | 20.0                                                              | 24.3                                                              | 24.0                                                              | 23.1                                                              | 22.4                                                              | 22.1                                                              | 22.1                                                              | 21.8                                                              | 21.6                                                              | 19.5                                                              | 19.5                                                              | 19.5                                                              | 21.7                                                              |
| Temp. mín. media (°C)                                             | 16.7                                                              | 17.9                                                              | 18.3                                                              | 20.4                                                              | 20.5                                                              | 20.3                                                              | 19.0                                                              | 19.0                                                              | 17.5                                                              | 17.9                                                              | 16.5                                                              | 16.5                                                              | 18.4                                                              |
| Temp. mín. abs. (°C)                                              | 10.5                                                              | 12.1                                                              | 12.3                                                              | 12.5                                                              | 13.0                                                              | 13.6                                                              | 13.5                                                              | 12.1                                                              | 12.0                                                              | 10.8                                                              | 9.9                                                               | 9.8                                                               | 12.9                                                              |
| Precipitación total (mm)                                          | 13.3                                                              | 12.1                                                              | 31.4                                                              | 51.2                                                              | 111.4                                                             | 114.8                                                             | 155.7                                                             | 179.7                                                             | 111.1                                                             | 100.0                                                             | 70.0                                                              | 15.3                                                              | 966                                                               |
| Días de precipitaciones (≥ 0.1 mm)                                | 1                                                                 | 1                                                                 | 5                                                                 | 9                                                                 | 17                                                                | 25                                                                | 24                                                                | 24                                                                | 18                                                                | 18                                                                | 7                                                                 | 5                                                                 | 154                                                               |
| Horas de sol                                                      | 203.1                                                             | 180.5                                                             | 209.8                                                             | 218.4                                                             | 220.1                                                             | 217.3                                                             | 240.0                                                             | 223.6                                                             | 171.6                                                             | 221.0                                                             | 219.8                                                             | 201.4                                                             | 2526.6                                                            |
| Humedad relativa (%)                                              | 42.8                                                              | 59.6                                                              | 60.0                                                              | 70.5                                                              | 77.8                                                              | 77.3                                                              | 65.9                                                              | 73.6                                                              | 75.2                                                              | 69.6                                                              | 53.5                                                              | 52.3                                                              | 77.0                                                              |
| Fuente: World Meteorological Organization,                        |                                                                   |                                                                   |                                                                   |                                                                   |                                                                   |                                                                   |                                                                   |                                                                   |                                                                   |                                                                   |                                                                   |                                                                   |                                                                   |

## Economía
La principal fuente económica del municipio es la agricultura basada en la horticultura, granos básicos (maíz, arroz y frijol), café, sorgo y soja.  A pesar de que dispone de algo de industria, el comercio es el área básica de crecimiento y desarrollo de la ciudad.

## Política
| Puesto      | Titular                           | Partido político       |
| ----------- | --------------------------------- | ---------------------- |
| Alcalde     | Carlos Miranda Canales            | Partido Liberal        |
| Vicealcalde | Manuel de Jesús Cartagena Barrera | Partido Liberal        |
| Regidora 1  | Jazmín Guifarro Ramírez           | Partido Liberal        |
| Regidor 2   | Luis Alonso Fuentes Posas         | Partido Liberal        |
| Regidora 3  | Karen Sofía Ponce                 | Libertad y Refundación |
| Regidora 4  | Thelma Izamar Maldonado Euceda    | Partido Liberal        |
| Regidor 5   | Juan José Názar Adriano           | Partido Nacional       |
| Regidor 6   | Gustavo Adolfo Argueta Romero     | Libertad y Refundación |
| Regidor 7   | Guillermo Enrique Peña David      | Partido Liberal        |
| Regidora 8  | Evelyn Waleska Perdomo Vindel     | Partido Nacional       |
| Regidor 9   | Rigoberto Medina                  | Demócrata Cristiano    |
| Regidor 10  | Rudbel Idail Barahona Ordóñez     | Libertad y Refundación |

## Patrimonio

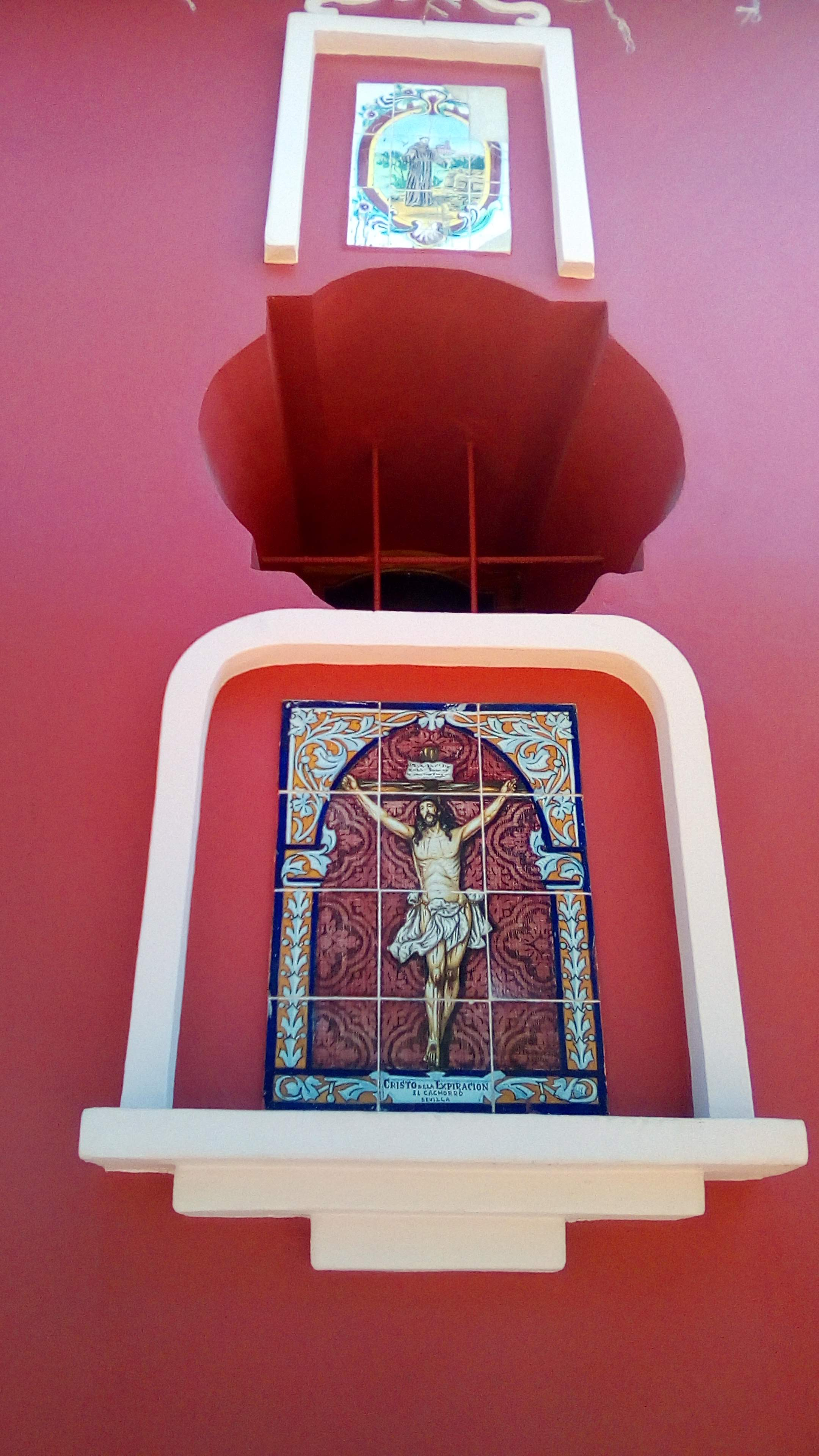
El turismo es una parte importante de la ciudad y su economía.

La ciudad colonial de Comayagua es considerada una de las ciudades de mayor importancia histórica de Honduras. Por tanto se ha convertido en una atracción nacional e internacional para el turismo. Cada semana Comayagua recibe más de 200 viajeros interesados en su herencia colonial. La ciudad atrae turistas con interés histórico y arqueológico a sus museos y sitios históricos durante todo el año, pero también atrae mucho turismo religioso y peregrinaje, en particular durante la Semana Santa. En el 2019, se estimó unos 30 000 visitantes a la ciudad durante la Semana Santa.

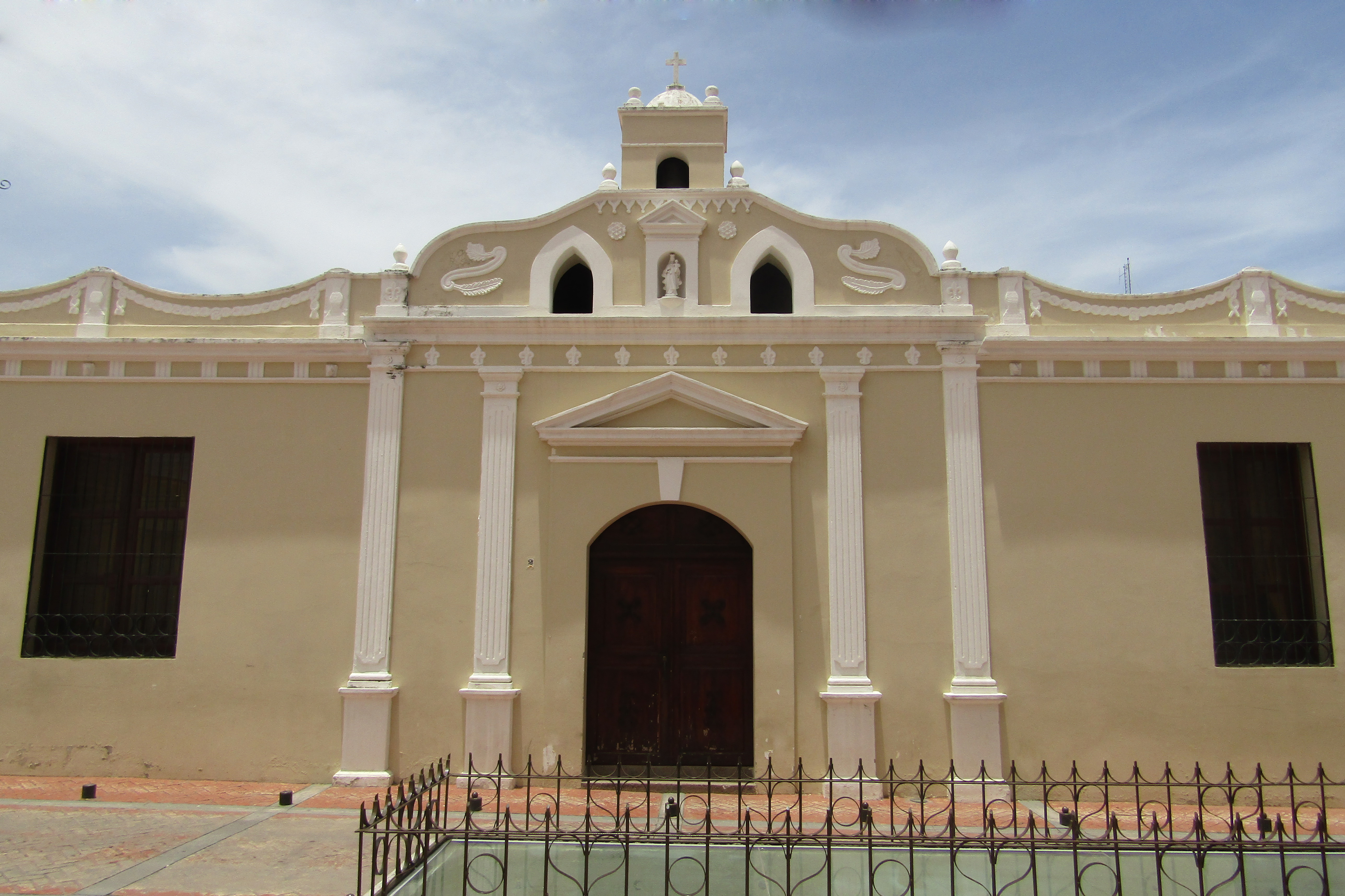
El palacio episcopal alguna vez fue el mayor centro de educación superior en Honduras, este fue restaurado en 2012.

Durante la época colonial española de Nueva España, la ciudad fue capital de la intendencia de Comayagua y luego la provincia de Comayagua. Tras la independencia, Comayagua fue la capital de Honduras hasta que se trasladara a Tegucigalpa. Este legado ha dejado un gran patrimonio de edificios y espacios históricos incluyendo varios museos, iglesias coloniales, monumentos y plazas históricas e incluso la Casa Presidencial de Honduras.

#### Patrimonio material
La ciudad está dotada de una rica arquitectura colonial española y republicana que destacan:
- Iglesia de la Merced (1550)
- Iglesia de San Francisco (1560)
- Iglesia de San Sebastián (1580)
- Palacio Episcopal (antiguo Colegio Tridentino) (1588)
- Museo Colonial de Arte Religioso (1588)
- Museo de Comayagua (siglo XVI)
- Catedral de Comayagua (1634)
- Sala Capitular (siglo XVII)
- Iglesia de la Caridad (1654)
- Caxa Real (1741)
- Museo Casa José Santos Guardiola (siglo XVIII)
- Museo Histórico y Cívico Casa Cabañas (1774-1875)
- Monumento a la Constitución de 1812 (Columna de Fernando VII) (1820)
- Palacio Municipal (1881)

#### Patrimonio inmaterial
También tiene un rico patrimonio cultural intangible:
- Baile de los Diablitos (En febrero, celebrando a San Sebastián)
- Semana Santa. Alfombras de aserrín en las calles.
- Fiestas patronales. 8 de diciembre.

En el 2008 el Centro Cultural de la Agencia Española de Cooperación Internacional para el Desarrollo – CCET otorgó al Comité Cultural Comayagüense el Premio de Estudios Históricos Rey Juan Carlos I, “por su trayectoria en el fomento de las tradiciones y la conservación del patrimonio cultural de la nación.”

### Iglesias coloniales

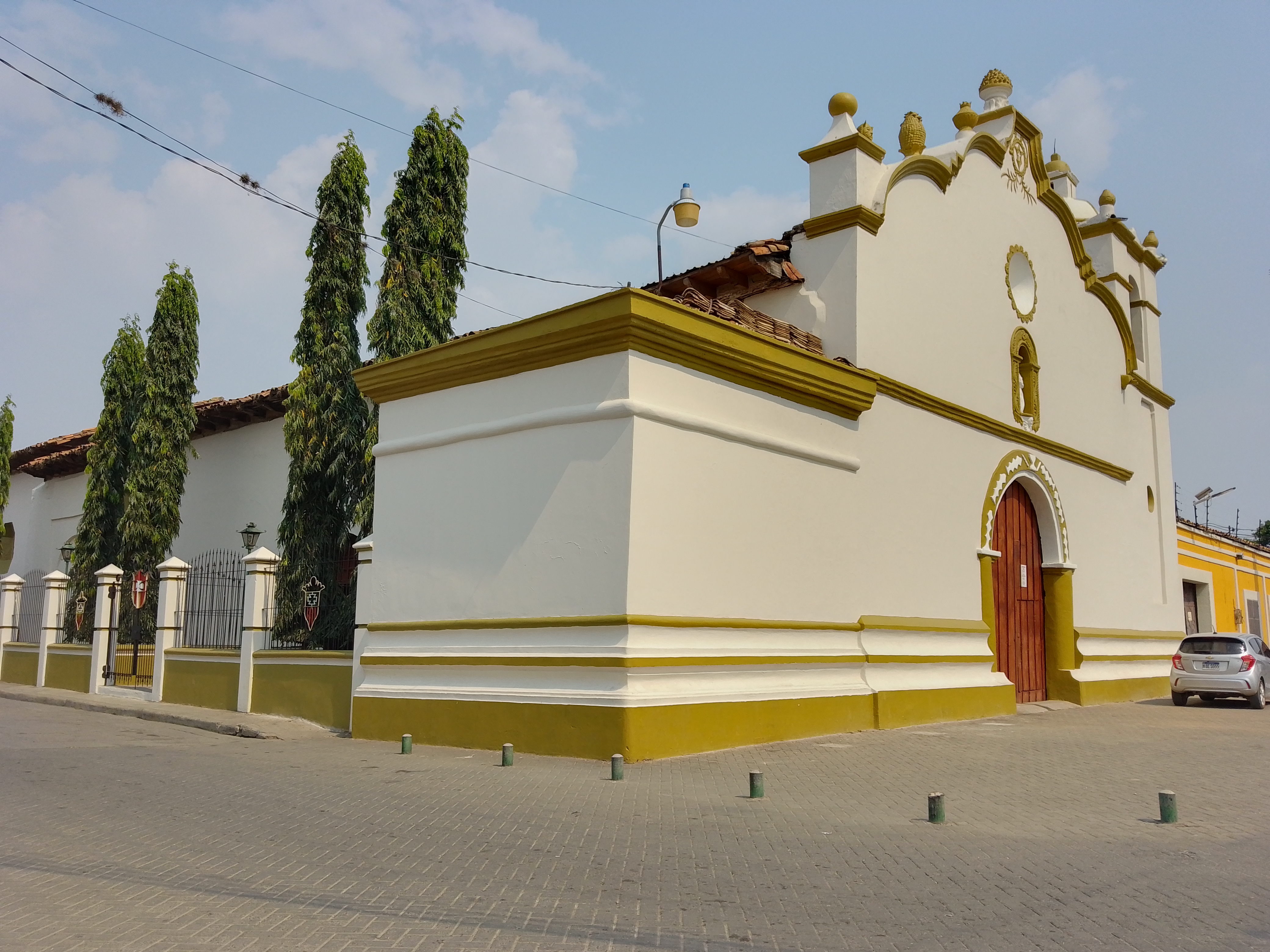
La Iglesia de la Merced fue construida en 1550 durante la época colonial de Nueva España. Es la iglesia más antigua de Honduras y la primera iglesia hondureña en recibir la designación de catedral en 1561.

Esta ciudad es famosa por sus hermosas iglesias coloniales. La Catedral de la Inmaculada Concepción, conocida coloquialmente como la Catedral de Comayagua, está ubicada en el corazón de la ciudad y cuenta con uno de los relojes más antiguos de América.La Iglesia de la Merced, construida en 1550 es la primera iglesia edificada en Honduras. Así mismo, Comayagua cuenta con tres otras iglesias coloniales que se encuentran entre las iglesias más antiguas del país, estas siendo las iglesia de San Francisco construida en 1560, la iglesia de San Sebastián construida en 1580 y la iglesia de la Caridad construida en 1654.
En Comayagua también se encuentra el Palacio Episcopal y el Colegio Tridentino de Comayagua, construidas en 1678. Este importante ediﬁcio ocupa una manzana completa del casco histórico. La primera construcción, residencia del obispo, estaba ubicada detrás de la actual Catedral y fue conocida con el nombre de “Las Casas Episcopales” después de su construcción a principios del siglo XVII. Actualmente el Palacio Episcopal sigue siendo la residencia y oﬁcinas del obispo y una parte de sus instalaciones ha sido orientada para albergar el Museo Colonial de Arte Religioso.

### Misas y alfombras

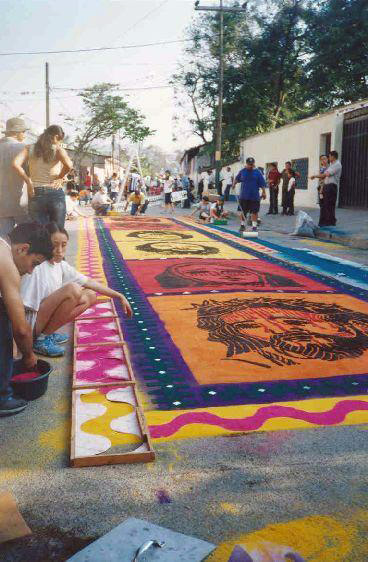
Las alfombras de aserrín de Comayagua montadas durante la Semana Santa

Durante la temporada de Semana Santa, Comayagua se convierte en la capital del turismo religioso de Honduras. Para celebrar la semana mayor además de procesiones y misas se elaboran las alfombras de aserrín teñido con anilina, una tradición que nació en 1963, cuando Miriam Mejía de Zapata diseñó una frente a la Catedral para celebrar el nombramiento de Monseñor Bernardino Masarella como nuevo obispo de Comayagua. 
Estas alfombras son un gran atractivo por el colorido, devoción y creatividad de quienes las elaboran, llegando a ser admiradas por sus cada vez más novedosos diseños que han evolucionado con el tiempo, como por ejemplo la primera alfombra en 3D elaborada por el artista Gustavo Rivas en 2012.
La Semana Santa en Comayagua se ha descrito como tal: "De sus templos emana el aroma a incienso y el fuego titilante de las velas calienta la fe de miles de feligreses que buscan sosiego espiritual recordando la pasión, muerte y resurrección de Cristo."

### Caxa Real
La Caxa Real, es el ediﬁcio construido para el almacenaje de tributos para la Corona española durante la era colonial. La Caxa Real fue diseñada por don Baltasar de Maradiaga y construida entre 1739 y 1741, siguiendo órdenes del Gobernador de Honduras don Francisco de Parga y por la cantidad de 12 000 tostones. Esta fue la segunda construcción dedicada a proteger los bienes de la corona puesto que la anterior se derrumbó. El ediﬁcio fue abandonado después del terremoto de 1809 que lo destruyó casi por completo. El 24 de septiembre de 1870,  el general Casto José Alvarado vendió por 3000 pesos, este inmueble de su propiedad ubicado en la ciudad de Comayagua, conocido como la antigua “Caxa Real”.

### Museos

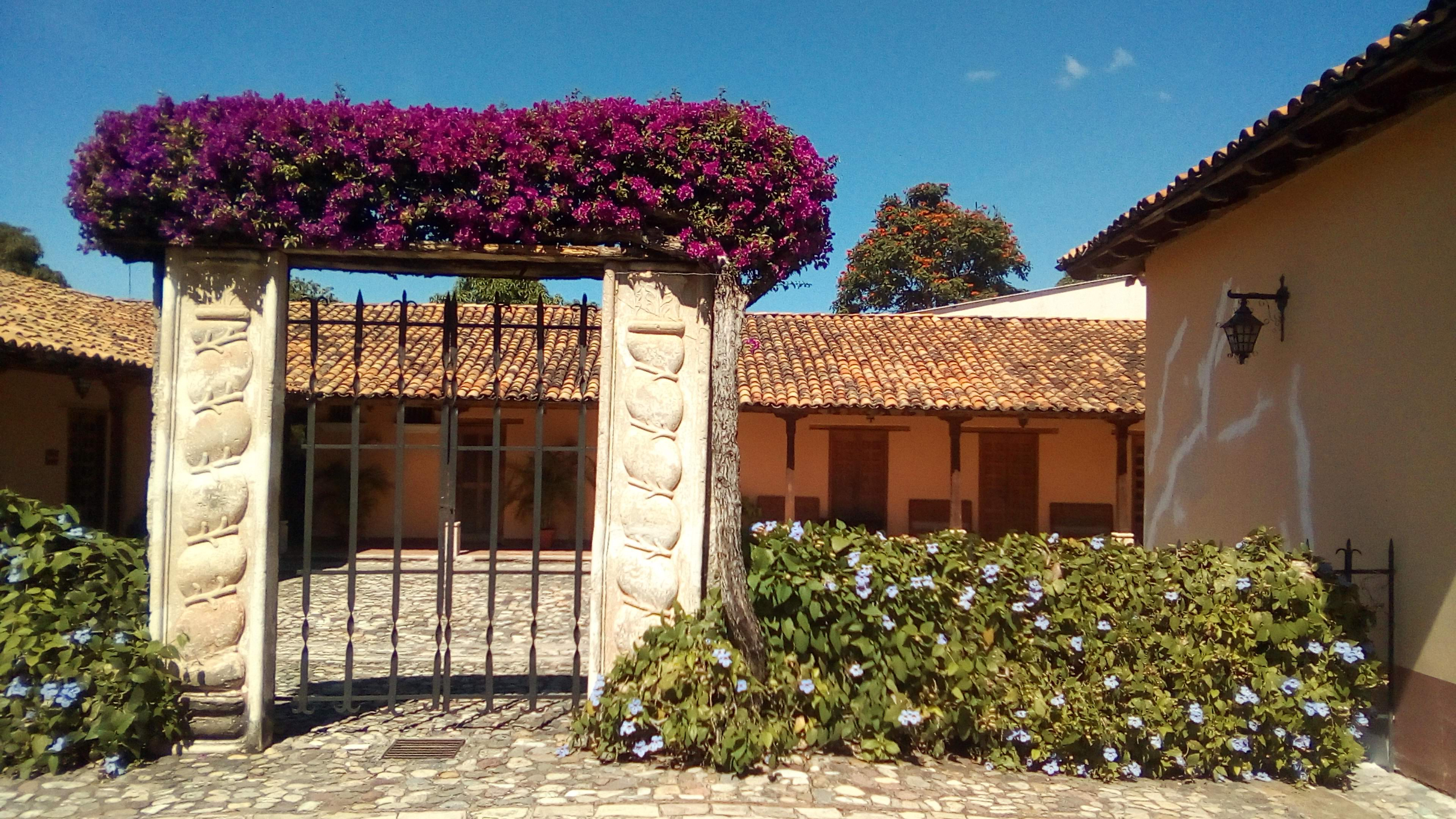
Museo de Comayagua. El edificio demuestra la arquitectura de las casas de la clase alta de Nueva España.

Comayagua tiene dos lugares que cumplen las características de museos y que abarcan la historia precolombina, colonial y republicana de Honduras. 
1. Museo de Comayagua, inmueble del siglo XVI, museo de arqueología e historia de Honduras. El edificio fue sede de la Presidencia de la República desde 1824 hasta 1880 cuando Comayagua era la capital de Honduras.[7]
2. Museo Colonial de Arte Religioso, inmueble del siglo XVI, museo de la historia y conservación del arte religioso colonial. Es el único museo de arte religioso en Honduras. Fue víctima de un incendio y dos asaltos que dejaron muy reducida su colección. (Solo se abre durante Semana Santa)

La ciudad también goza de varias casa históricas con horarios al público limitados, incluyendo:
1. Museo Histórico y Cívico Casa Cabañas, inmueble del siglo XVIII, museo de la historia de los presidentes de Honduras y casa histórica del presidente José Trinidad Cabañas Fiallos.
2. Museo Casa José Santos Guardiola, inmueble del siglo XVIII, museo de la vida del quinto presidente y casa histórica del presidente José Santos Guardiola Bustillo.
3. Museo Casa Colonial Familia Castillo, museo de la historia, vida y sociedad colonial hondureña de Nueva España.

## Transporte
Comercialmente, Comayagua está situada entre las dos ciudades más importantes de Honduras (Tegucigalpa, centro político (a unos 80 kilómetros de distancia hacia el sur) y San Pedro Sula centro económico, (a unos 140 kilómetros de distancia hacia el norte), sirve de conexión con otros países de Centroamérica. Esta condición le ha dado el carácter de “ciudad de paso”, lo cual ha condicionado el desarrollo económico y turístico de la ciudad.

### Base aérea militar
A unas 10 millas (16 km) de Comayagua y ocupando parte del costado norte del municipio de Villa de San Antonio, se encuentra la base aérea José Enrique Soto Cano, también conocida como Palmerola. La base es de aproximadamente 2 millas × 6 millas (3,2 km por 9,7 km), Tiene la mejor pista de aterrizaje en el país con 8.850 metros de largo y 165 pies de ancho. El aeropuerto fue construido, a mediados de la década de 1980 a un costo reportado de $30 millones de dólares.
La base Soto Cano, fue utilizada por los Estados Unidos durante la época de la guerra fría, para suministrar a los Contras nicaragüenses en su lucha contra el gobierno Sandinista de Nicaragua. Asimismo, fue utilizada para la realización de las operaciones de contrainsurgencia en El Salvador. En su apogeo la Base Soto Cano llegó a albergar más de 5000 soldados, Boinas Verdes, así como agentes de la CIA que asesoraban a los rebeldes nicaragüenses.
Más recientemente ha habido unos 500 a 600 soldados estadounidenses en la instalación que ahora sirve como base de la fuerza aérea de Honduras, así como un centro de entrenamiento de vuelo. Con la salida de las bases estadounidenses de Panamá en 1999, Palmerola se convirtió en uno de los pocos campos de aviación disponibles para los EE. UU. en suelo latinoamericano. La base se encuentra a unos 30 kilómetros al norte de la capital, Tegucigalpa.

## Educación

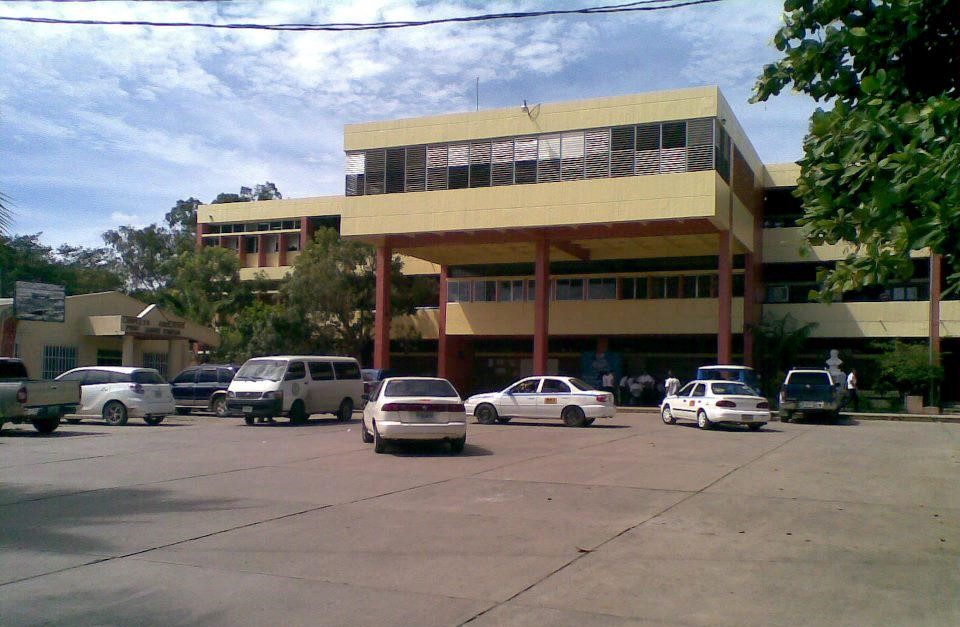
Edificio administrativo del Instituto Departamental León Alvarado.

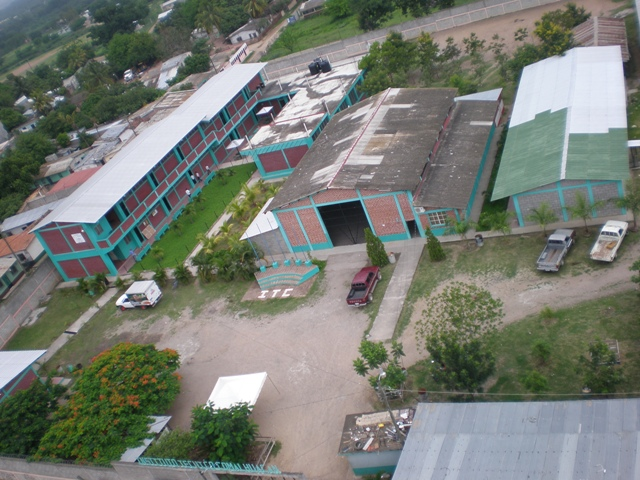
Vista aérea del Instituto Técnico Comalhuacán.

El índice de analfabetismo del municipio es aproximadamente del 16%. En cuanto al nivel educativo, el mayor volumen de la población tienen un nivel de instrucción de primaria y solamente un porcentaje muy minoritario tienen nivel superior o universitario.

### Educación pública
Educación Superior
1. Universidad Pedagógica Nacional Francisco Morazán - UPNFM
2. Universidad Nacional Autónoma de Honduras - CURC

Educación Secundaria
1. Instituto Departamental León Alvarado - ILA
2. Instituto Técnico Comalhuacán
3. Instituto Eben-Ezer

Educación Primaria
1. Escuela José Trinidad Cabañas
2. Escuela Manuel Andara
3. Escuela José Cecilio del Valle
4. Escuela Manuel de Jesús Zepeda
5. Escuela de Niñas Rosa de Valenzuela
6. Escuela Marcelino Pineda
7. Escuela Guadalupe Ulloa
8. Escuela Cleotilde Boquín

Educación Artística
1. Escuela Municipal de Música.
2. Academia de Arte Gustavo Rivas. Desde 2011 enseña dibujo y pintura e imparte sus clases en las instalaciones del Museo de Antropología de Comayagua.
3. De la Vie Ballet. Escuela de danza clásica fundada por la Proferora Paulina Gallo.
4. Escuela de ballet Dilcia Mejía. Enseñanza de  Danza clásica y moderna.

## Festividades

### Feria patronal

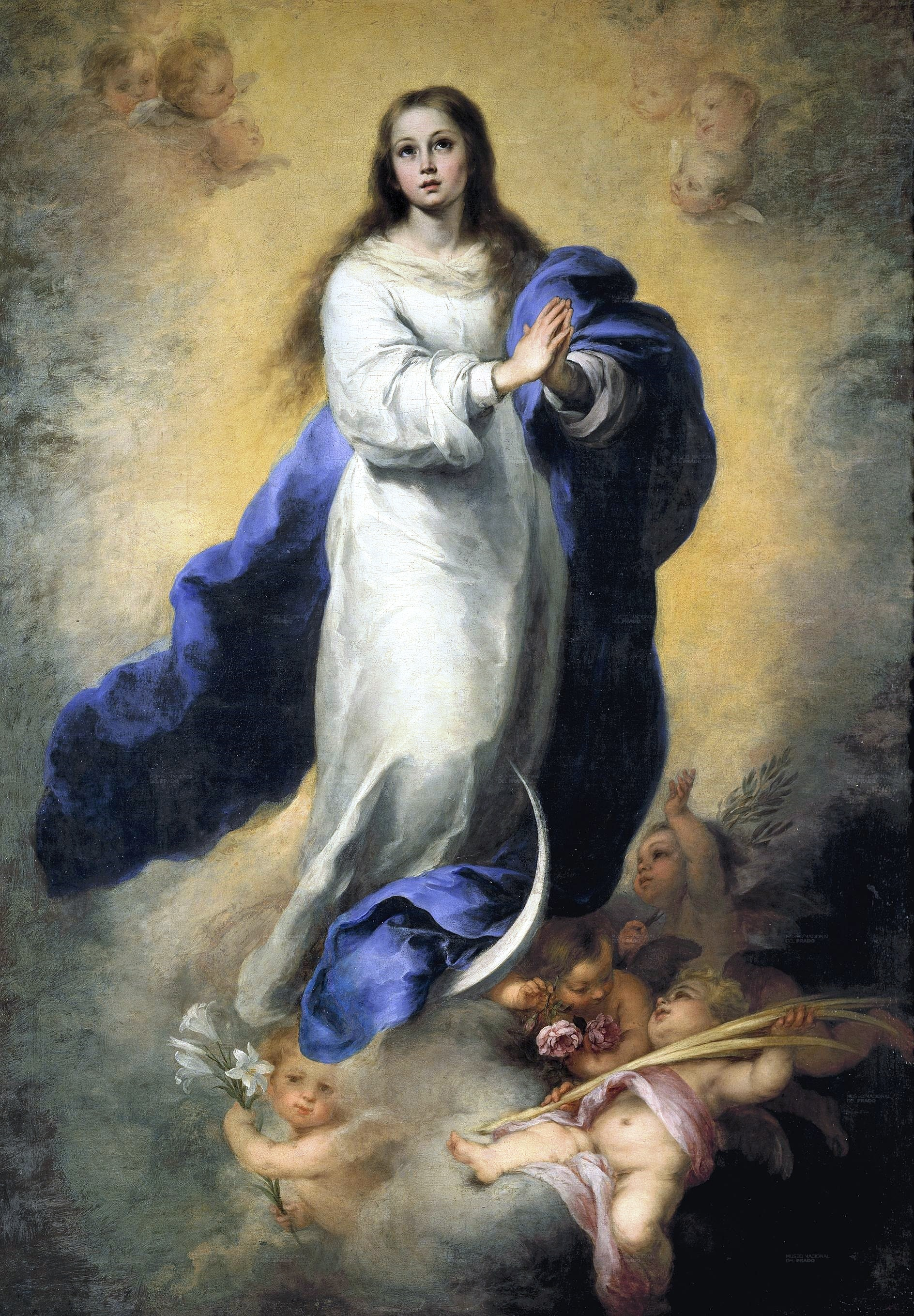
Inmaculada Concepción

Comayagua celebra su fiesta patronal el 8 de diciembre de cada año, en honor a la virgen Inmaculada Concepción patrona de la ciudad. Durante una o dos semanas, se llevan a cabo festividades que se preparan de acuerdo a un plan aprobado por las autoridades municipales. Los eventos de celebración comienzan con una misa solemne; y por la cernanía de las fiestas navidenas y fin de año, generalmente, después se procede al encendido del árbol de Navidad ubicado en la plaza central, León Alvarado.
De acuerdo al alcalde Carlos Miranda, "Todos los años nos esforzamos por hacer algo mejor... por traer arte, cultura y belleza con la finalidad de atraer al turismo nacional e internacional".La feria de Comayagua se divide en tres eventos en diferentes escenarios; la elección de la reina de la feria en la Plaza Central, la exposición ganadera, y la Exposición Agroindustrial, Comercial y Artesanal, que se lleva a cabo... en el local de la Cámara de Comercio de Comayagua.

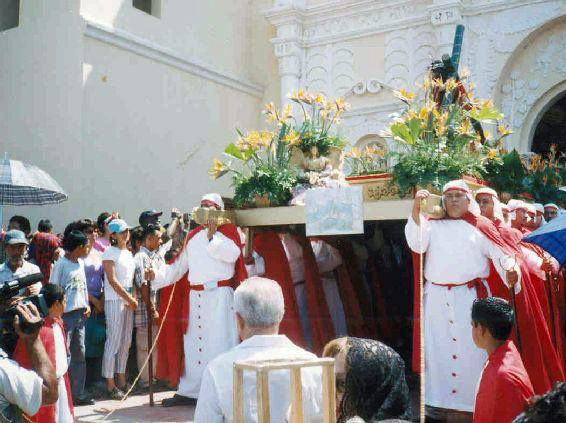
Semana Santa en Comayagua

En la elección de la nueva Reina de la Feria de Comayagua, participan chicas que representan a los barrios e instituciones de la ciudad. Después de que las concursantes lucen sus vestidos de noche, trajes típicos y vestuario casual, se ponen a la disposición de un jurado calificador quien es el que elige a la ganadora.
Una vez elegida la Reina de la Feria Patronal, se llevan a cabo diferentes eventos, entre los que destacan, el desfile de carrozas, exhibición de carros modiﬁcados y carros clásicos, eventos gastronómicos como la feria del nacatamal, serenata a la Virgen de la Concepción. Por la noche se lleva a cabo la quema de juegos pirotécnicos. El programa de actividades también contempla la realización de concursos de pintura, campeonatos de fútbol, baloncesto y concursos de baile, entre muchas otras actividades.

## Deportes
La ciudad tiene una larga historia en los deportes, pero sin duda el deporte más querido en Comayagua es el fútbol, uno de sus clubes más representativos fue el Hispano FC, que jugó por varias temporadas en la Primera División de Fútbol Catracho hasta su desaparición.
Actualmente la ciudad es representada en la Liga Nacional de Honduras Por el Génesis FC que juega en el Estadio Carlos Miranda, con capacidad para 10,000 aficionados, estadio que a veces es usado por los dos equipos más grandes de Honduras, el Motagua y el Olimpia.